# Unternberg
Unternberg osztrák község Salzburg tartomány Tamswegi járásában. 2019 januárjában 1022 lakosa volt.

## Elhelyezkedése

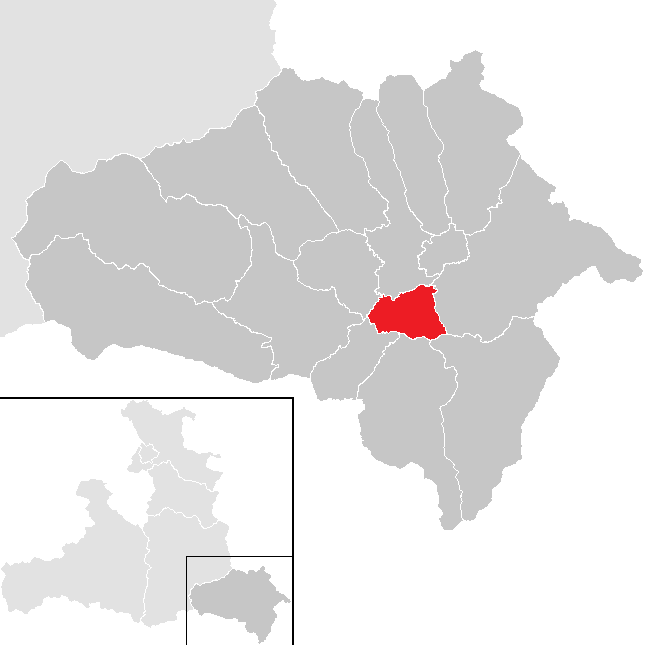
Unternberg a Tamswegi járásban

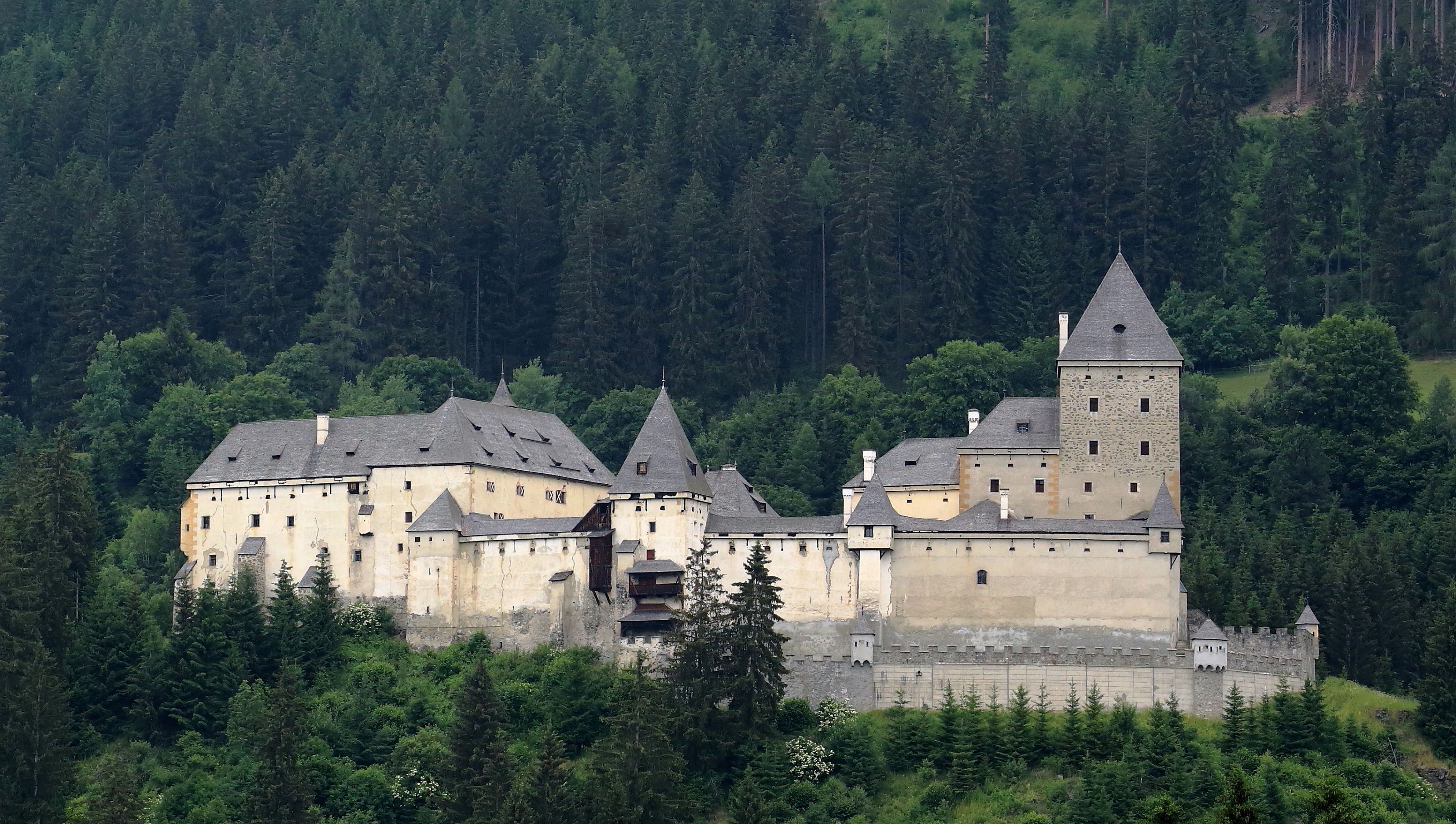
A mooshami várkastély

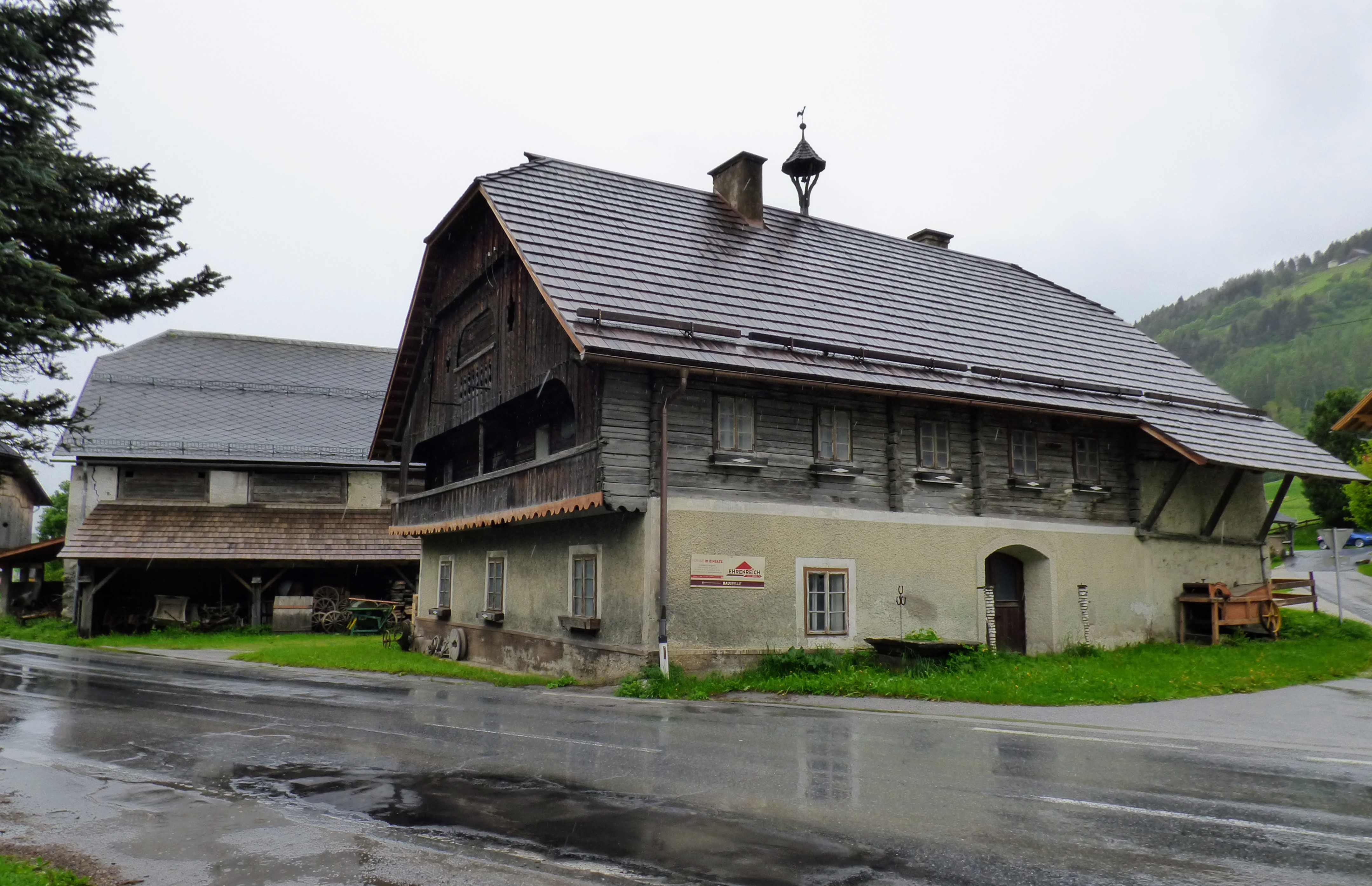
A Graggabergut, hagyományos salzburgi parasztház

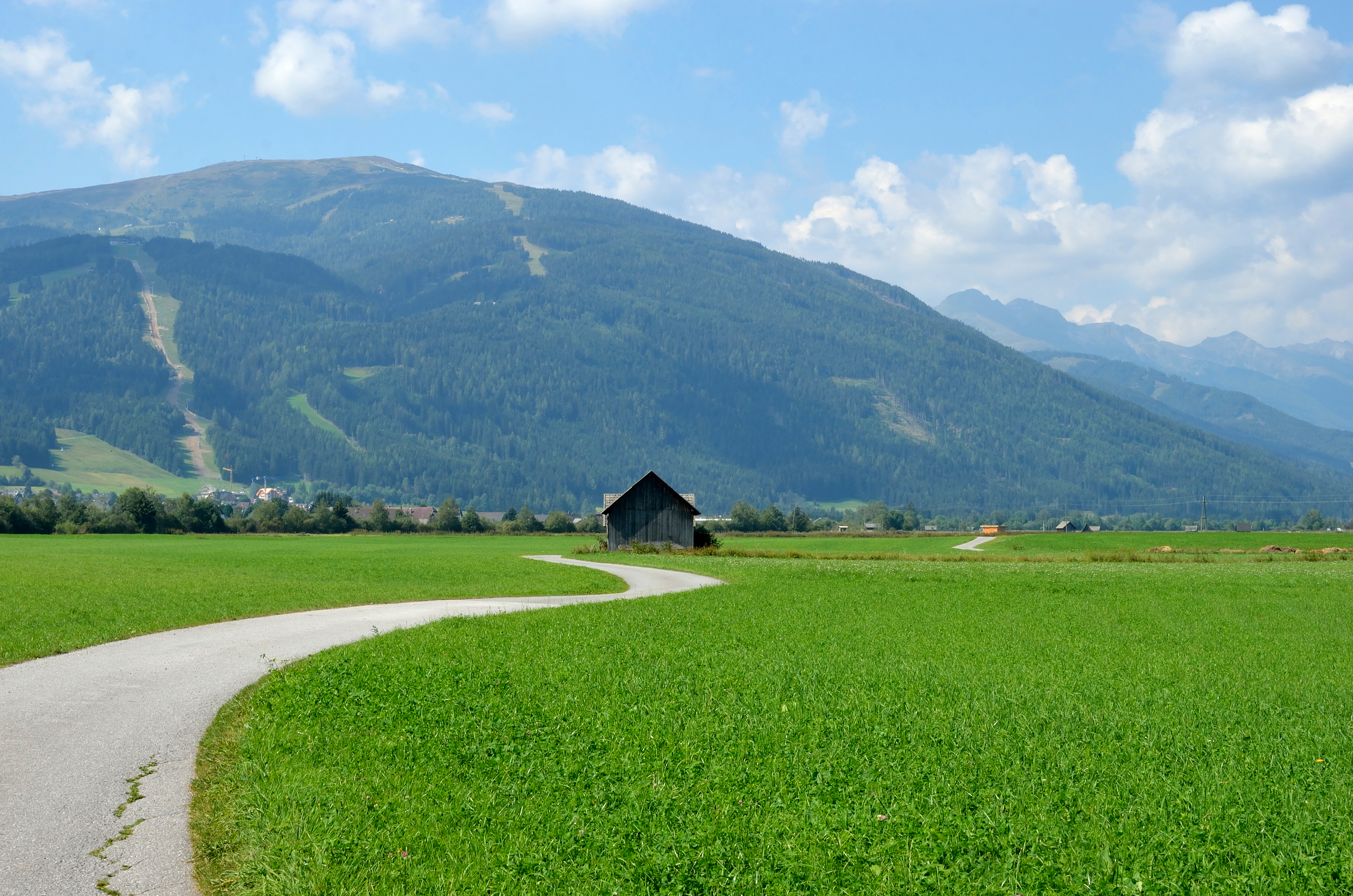
A Mura völgye Unternbergnél

Unternberg Salzburg tartomány Lungau régiójában a Mura mentén fekszik. Az önkormányzat 10 településrészt, illetve falut egyesít: Flatschach (9 lakos 2012-ben), Illmitzen (23), Mitterberg (1), Moosham (15), Neggerndorf (38), Pichl (12), Pischelsdorf (14), Spitzing (10), Unternberg (203) und Voidersdorf (10).
A környező önkormányzatok: északra Mariapfarr, északkeletre Tamsweg, délkeletre Ramingstein, délre Thomatal, délnyugatra Sankt Margarethen im Lungau, északnyugatra Mauterndorf.

## Története
II. Henrik király 1003-ban adományozott Hartwig salzburgi érseknek egy lungaui birtokot, ahol később a mai Unternberget alapították (ekkor még Ernbrechstorff néven, feltehetően alapítója után). A településnek az évszázadok során több neve is volt, 1671-ben pl. Endtersbergként hivatkoznak rá, templomának védőszentje után a 19. századi kataszterek St. Ulrich-ként tartalmazzák, de a 19. században az Unternberg lett a végleges.
Neggerndorf a 12. században, Voidersdorf és Pischelsdorf pedig a 15. században jelenik meg először az oklevelekben.

## Lakosság
Az unternbergi önkormányzat területén 2019 januárjában 1022 fő élt. A lakosságszám 1923 óta gyarapodó tendenciát mutat. 2017-ben a helybeliek 95%-a volt osztrák állampolgár; a külföldiek közül 2% a régi (2004 előtti), 2,5% az új EU-tagállamokból érkezett. 2001-ben a lakosok 97,5%-a római katolikusnak, 1% pedig felekezeten kívülinek vallotta magát.
A lakosság számának változása:

| 2016 | 1 016 |
| 2018 | 1 035 |

## Látnivalók
- az először 1191-ben említett mooshami várkastély a harmadik legnagyobb vár a tartományban és bár magántulajdonban van, látogatható.
- a Szt. Ulrik-plébániatemplom
- a hagyományos Sámson-felvonulás

## Fordítás
- Ez a szócikk részben vagy egészben  az   Unternberg című német Wikipédia-szócikk ezen változatának fordításán alapul.  Az eredeti cikk szerkesztőit annak laptörténete sorolja fel. Ez a jelzés csupán a megfogalmazás eredetét és a szerzői jogokat jelzi, nem szolgál a cikkben szereplő információk forrásmegjelöléseként.